# حاجي حسن (سقز)
قرية حاجي حسن (بالكردية: حاجی حەسەن) هي إحدى القرى التابعة لـكولتبه في ريف قسم زيويه من مقاطعة سقز، في محافظة كردستان الإيرانية.

## السكان
حسب إحصاءات سنة 2006، بلغ إجمالي السكان في حاجي حسن 153 نسمة وعدد المساكن 30 مسكن. لغة سكان حاجي حسن هي اللغة الكردية و هم من أهل السنة والجماعة والمذهب الشافعي.